# 정부실패
정부실패(政府失敗)는 시장에 대한 정부 개입이 오히려 자원의 비효율적 배분으로 이어지는 현상을 지칭한다. 시장실패와 대칭되는 개념이다. 정부실패는 C.Wolf에 의하여 처음 비시장실패(Non-Market Failure)라는 용어로 사용되기 시작했으며 정부실패가 초래되는 원인을 초과수요를 발생시키는 정부개입의 수요측면과 정부개입의 공급측면 특성으로 나누어 설명했다.
정부실패의 일반적 원인은 수요와 공급측면의 결합적 성격을 띤다.
1. 비용과 수익의 절연(괴리)
2. 내부목표와 사회목표의 괴리(사적목표의 설정)
3. x의 비효율성 (Leibenstein)
4. 공공재의 파생적 외부효과(규제의 역설)
5. 권력의 편재에 따른 분배적 불공평

공공 경제학의 맥락에서 정부 실패는 진정한 자유 시장에서는 비효율성이 존재하지 않는 경우 정부 개입으로 인해 발생하는 경제적 비효율성을 의미한다. 정부 개입으로 인해 발생하는 비용이 제공되는 혜택보다 더 크다. 이는 자유 시장 자체에서 발생하는 경제적 비효율성이며 잠재적으로 정부 규제를 통해 시정될 수 있는 시장 실패와 대조적으로 볼 수 있다. 그러나 정부실패는 시장실패를 해결하려는 시도에서 발생하는 경우가 많다. 정부 실패라는 개념은 특정 시장이 사회적 최적성을 보장하는 데 필요한 표준 경쟁 조건을 충족하지 못하더라도 정부 개입이 문제를 개선하기보다는 악화시킬 수 있다는 정책적 주장과 관련되어 있다.
시장 실패와 마찬가지로, 정부 실패는 특정하거나 선호하는 해결책을 구현하지 못하는 것이 아니라 오히려 효율적인 결과를 방해하는 문제이다. 해결해야 할 문제가 반드시 시장 실패일 필요는 없다. 효율적인 시장 솔루션이 가능한 경우에도 정부는 비효율성을 창출하기 위해 행동할 수 있다.
정의에 따르면 정부 실패는 정부 조치가 승자와 패자를 만들어 정부 규제가 없을 때보다 어떤 사람은 더 잘 살게 하고 다른 사람은 더 나쁘게 만들 때 발생하지 않는다. 이는 정부의 조치가 비효율적인 결과를 낳는 경우에만 발생하며, 그렇지 않은 경우에는 효율성이 존재한다. 정부 실패의 결정적인 특징은 다른 규제 환경에서 모든 사람이 더 나아질 수 있다는 것(파레토 개선)이다.
정부 실패의 예로는 규제 포착과 규제 차익거래가 있다. 정부 개입으로 인해 예상치 못한 결과가 발생하거나 비효율적인 결과가 파레토 개선보다 정치적으로 더 실현 가능하기 때문에 정부 실패가 발생할 수 있다. 정부 실패는 수요 측면과 공급 측면 모두에서 발생할 수 있다. 수요 측면의 실패에는 선호 노출 문제와 투표 및 집단 행동의 비논리성이 포함된다. 공급측 실패는 주로 주인-대리인 문제로 인해 발생한다. 정부 실패는 정부가 사회 및 경제 활동 영역에 참여할 수 있는 세 가지 방식, 즉 공급, 과세 또는 보조금 및 규제 중 하나로 발생할 수 있다.

## 역사
'정부실패'라는 표현은 1960년대 초 정부 규제에 대한 지적, 정치적 비판이 대두되면서 예술 용어로 등장했다. 정부 규제에 대한 유일한 정당한 근거는 시장 실패라는 전제를 바탕으로 경제학자들은 시장에 대한 정부 개입에는 비용이 많이 들고 실패하는 경향이 있다고 주장하는 새로운 이론을 제시했다.

## 같이 보기
- 애빌린의 역설
- 더닝-크루거 효과
- 경제간섭주의
- 의도하지 않은 결과
- 시장 실패
- 보조금
- 국가주의
- 공유지의 비극